# Pyhäranta

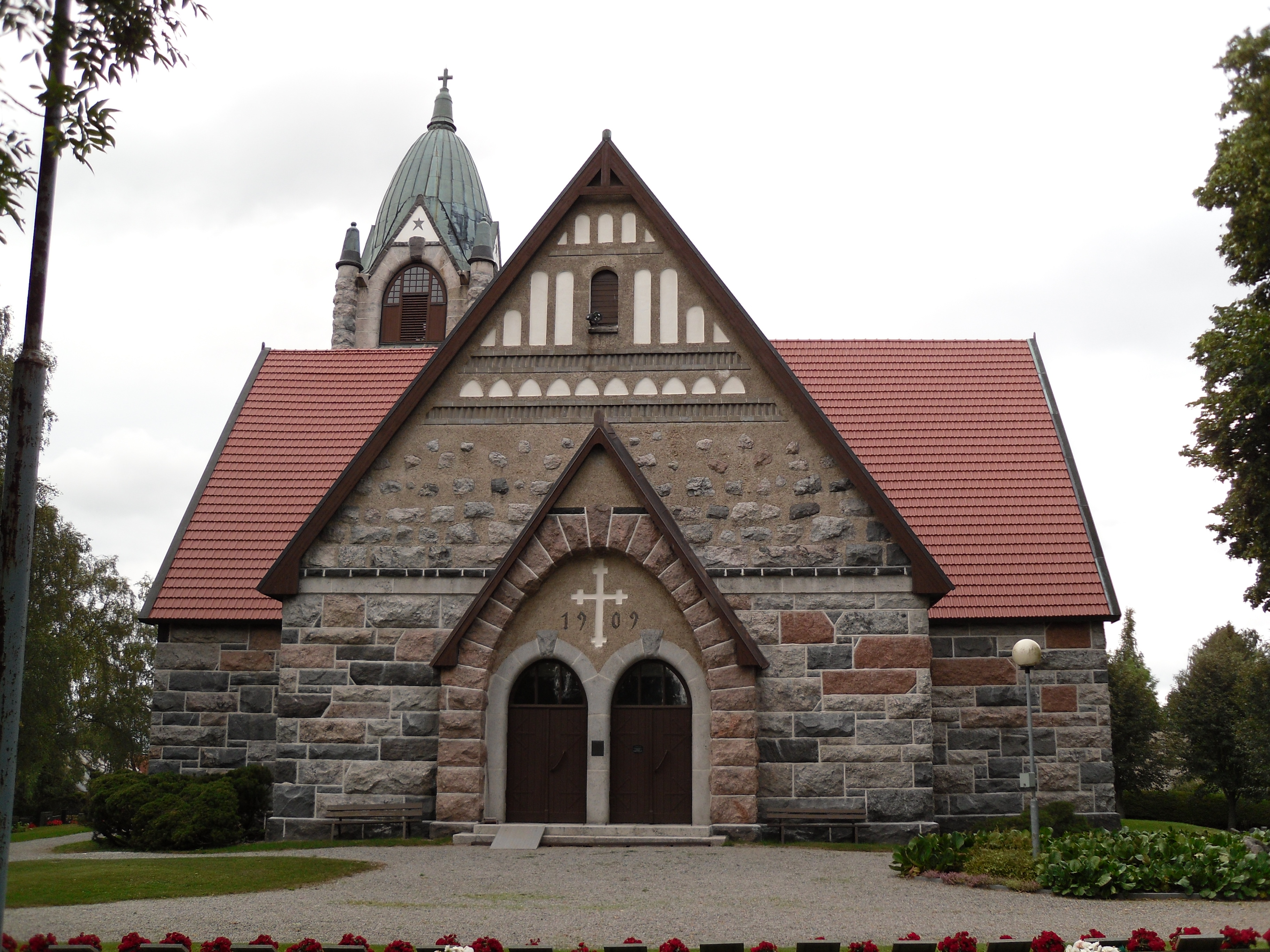
Pyhärantas stenkyrka

Pyhäranta är en kommun i landskapet Egentliga Finland. Pyhäranta har 1 985 invånare och har en yta på 291,74 km².
Pyhäranta är enspråkigt finskt.
I kommunen finns udden Verknäs och campingen Pyhäranta som är belägen vid havet.

## Politik
Statistik över kommunalval i Finland finns tillgänglig för enskilda kommuner från valet 1964 och framåt. Publikationen över kommunalvalet 1968 var den första som redovisade komplett partitillhörighet.

### Mandatfördelning i Pyhäranta, valen 1964–2021
| 1 | 4 | 12 |

| 2 | 6 | 5 | 4 |

| 1 | 4 | 4 | 5 | 3 |

| 1 | 6 | 8 | 1 | 5 |

| 1 | 6 | 1 | 8 | 5 |

| 19 |

| 6 | 2 | 7 | 6 |

| 18 | 3 |

| 6 | 1 | 8 | 6 |

| 19 |

| 9 | 6 | 6 |

| 18 | 3 |

| 7 | 7 | 7 |

| 17 | 4 |

| 7 | 7 | 1 | 6 |

| 16 | 5 |

| 10 | 5 | 6 |

| 15 | 6 |

| 3 | 5 | 1 | 6 | 6 |

| 14 | 7 |

| 2 | 5 | 1 | 5 | 8 |

| 13 | 8 |

| 5 | 1 | 3 | 10 |

| 10 | 9 |

| 13 | 1 | 5 |

| 10 | 9 |

## Demografi

### Befolkningsutveckling
| Befolkningsutvecklingen i Pyhäranta kommun 1975–2020                                                         | Befolkningsutvecklingen i Pyhäranta kommun 1975–2020 | Befolkningsutvecklingen i Pyhäranta kommun 1975–2020 | Befolkningsutvecklingen i Pyhäranta kommun 1975–2020 | Befolkningsutvecklingen i Pyhäranta kommun 1975–2020 |
| --- | ---------------------------------------------------- | ---------------------------------------------------- | ---------------------------------------------------- | ---------------------------------------------------- |
| |                                                      |                                                      |                                                      |                                                      |
| År |                                                      |                                                      | Folkmängd                                            |                                                      |
| 1975 | 1975                                                 |                                                      | 2 136                                                |                                                      |
| 1980 | 1980                                                 |                                                      | 2 244                                                |                                                      |
| 1985 | 1985                                                 |                                                      | 2 333                                                |                                                      |
| 1990 | 1990                                                 |                                                      | 2 385                                                |                                                      |
| 1995 | 1995                                                 |                                                      | 2 375                                                |                                                      |
| 2000 | 2000                                                 |                                                      | 2 311                                                |                                                      |
| 2005 | 2005                                                 |                                                      | 2 218                                                |                                                      |
| 2010 | 2010                                                 |                                                      | 2 236                                                |                                                      |
| 2015 | 2015                                                 |                                                      | 2 136                                                |                                                      |
| 2020 | 2020                                                 |                                                      | 1 994                                                |                                                      |
| Anm: Uppgifterna avser förhållandena den 31 december nämnda år enligt områdesindelningen den 1 januari 2022. |                                                      |                                                      |                                                      |                                                      |

### Språk
Befolkningen efter språk (modersmål) den 31 december 2020. Finska, svenska och samiska räknas som inhemska språk då de har officiell status i landet. Resten av språken räknas som främmande. För språk med färre än 10 talare är siffran dold av Statistikcentralen på grund av sekretesskäl.
| Språk                  | Talare | %        |
| ---------------------- | ------ | -------- |
| Hela befolkningen      | 1 994  | 100,00 % |
| Finska                 | 1 944  | 97,49 %  |
| Svenska                | 7      | 0,35 %   |
| Samiska                | 0      | 0,00 %   |
| Främmande språk totalt | 43     | 2,16 %   |